# Токбаев, Аслан Асылбекович
Аслан Асылбекович Токбаев (род. 31 мая 1986) — казахстанский лыжник и ориентировщик на лыжах, мастер спорта Республики Казахстан международного класса.

## Биография
Родился и вырос в Петропавловске. С 10 лет занялся лыжными гонками. В 2003 году перешёл в ориентирование на лыжах.
Принимал участие в пяти чемпионатах мира. Лучший результат — 7-е место в микст-эстафете с Ольгой Новиковой на чемпионате мира — 2017.
Представлял Казахстан на 6-ти чемпионатах мира среди военнослужащих CISM. Лучшие результаты: 4-е место в эстафете 2017 год на Зимние Всемирные военные игры 2017, 10-е место в спринте, 15-е место middle. На CISM 2014 года (Финляндия) — 14-е место.
На зимней Азиаде 2011 года в соревнованиях, проходивших в Солдатском ущелье вблизи Текели, А. А. Токбаев стал чемпионом в эстафете. На чемпионате Азии 2014 года — бронзовый призёр в эстафете, проходившей в Казахстане город Щучинск.
Бронзовый призёр в эстафете на военно-спортивных играх дружественных армий государств участников СНГ (Москва, 2015 год).